# Женская сборная Гонконга по хоккею на траве
Женская сборная Гонконга по хоккею на траве — женская сборная по хоккею на траве, представляющая Гонконг на международной арене. Управляющим органом сборной выступает Ассоциация хоккея на траве Гонконга (англ. Hong Kong Hockey Association).
Сборная занимает (по состоянию на 1 января 2015) 38-е место в рейтинге Международной федерации хоккея на траве (FIH).

## Результаты выступлений

### Азиатские игры
- 1982 — 6-е место
- 1986 — 6-е место
- 1990—2002 — не участвовали
- 2006 — 7-е место
- 2010 — не участвовали
- 2014 — 8-е место

### Чемпионат Азии
- 1985 — 6-е место
- 1989 — 5-е место
- 1993—2004 — не участвовали
- 2007 — 8-е место
- 2009 — 7-е место
- 2013 — 8-е место

### Мировая лига
- 2012/13 — не участвовали
- 2014/15 — ?? место (выбыли в 1-м раунде)

### Восточноазиатские игры
- 2009 — 4-е место
- 2013 — 4-е место